# Кокс, Элисон
Элисон Кокс (англ. Alison Cox; род. 5 июня 1979, Терлок, Калифорния) — американская гребчиха, выступавшая за сборную США по академической гребле в период 2000—2011 годов. Серебряная призёрка летних Олимпийских игр в Афинах, чемпионка мира, победительница многих регат национального и международного значения.

## Биография
Элисон Кокс родилась 5 июня 1979 года в городе Терлок округа Станислос, штат Калифорния.
Занималась академической греблей во время обучения в Университете штата Калифорния в Сан-Диего — состояла в университетской гребной команде «Сан-Диего Торерос», неоднократно принимала участие в различных студенческих регатах.
Впервые заявила о себе в гребле на международной арене в 2000 году, когда в распашных безрульных четвёрках одержала победу на молодёжном Кубке наций в Копенгагене. Попав в следующем сезоне в основной состав американской национальной сборной, выступила на чемпионате мира в Люцерне, где в той же дисциплине заняла четвёртое место.
В 2002 году в восьмёрках завоевала золотую медаль на мировом первенстве в Севилье.
На чемпионате мира 2003 года в Милане финишировала пятой в восьмёрках. Также в этом сезоне была лучшей на кубковых регатах в Милане и Мюнхене.
В 2004 году в восьмёрках отметилась победами на этапах Кубка мира в Мюнхене и Люцерне. Благодаря череде удачных выступлений удостоилась права защищать честь страны на летних Олимпийских играх в Афинах — в составе восьмёрки, где присутствовали гребчихи Кейт Джонсон, Анна Микельсон, Меган Диркмат, Саманта Мэги, Лорел Корхольц, Кэрин Дэвис, Лианн Нельсон и рулевая Мэри Уиппл, показала в финале второй результат, отстав почти на две секунды от победившей команды Румынии, и таким образом стала серебряной олимпийской призёркой.
После достаточно длительного перерыва в 2010 году Кокс вернулась в состав гребной команды США и продолжила принимать участие в крупнейших международных регатах. Так, в этом сезоне она побывала на чемпионате мира в Карапиро, откуда привезла награду бронзового достоинства, выигранную в безрульных четвёрках — в финале пропустила вперёд только экипажи из Нидерландов и Австралии.
В 2011 году в восьмёрках одержала победу на этапе Кубка мира в Люцерне и на этом окончательно завершила спортивную карьеру.